# Lilium matangense
Lilium matangense là một loài thực vật có hoa trong họ Liliaceae. Loài này được J.M.Xu miêu tả khoa học đầu tiên năm 1985.